# Paul Guillaume Lemoine le Romain
Pour les articles homonymes, voir Lemoine.
à ne pas confondre avec Jean-Philippe Lemoine de Couzon
Paul Guillaume le Romain est un architecte français actif dans le dernier quart du XVIIIe siècle. Lauréat du Prix de Rome en 1775, collaborateur de Charles De Wailly, il est connu essentiellement pour avoir construit entre 1788-1790 à proximité de la Bastille l'hôtel de Beaumarchais, qui fut célèbre pour sa cour circulaire, sa façade en exèdre et son jardin à l'anglaise.

## Biographie
Inscrit à l'Académie royale d'architecture comme élève de l'ingénieur Perronet et du mathématicien Mauduit, qui enseignaient l'un et l'autre à l'École royale des Ponts et Chaussées, Guillaume s'y distingua dans les concours mensuels à partir de 1772 et obtint le Grand prix de Rome en 1775 pour « des écoles de médecine », avec un projet évidemment inspiré de l'École de chirurgie dont on achevait la construction sur les plans de Jacques Gondouin. Il renonça toutefois au premier péristyle, dit Jean Adhémar, « devant les critiques des contemporains ».
Guillaume fut pensionnaire du Roi à l'Académie de France à Rome de septembre 1776 à décembre 1779.
Après son retour en France, il fut en concurrence avec Poyet, Lequeu et Chalgrin pour la reconstruction de l'église Saint-Sauveur, démolie en 1787, mais le projet ne fut pas poursuivi en raison de la Révolution.
Il semble avoir travaillé auprès de Charles De Wailly sur le chantier du Théâtre-Français C'est sans doute Charles De Wailly qui le présenta à Beaumarchais qui l'évoque ainsi dans une lettre : « Mon histoire avec le citoyen Lemoine tient en peu de mots. J'avais plusieurs amis grands architectes et je voulus bâtir une maison. M. de Monville m'offrit la sienne pour quatre cent mille livres. Je la trouvai trop chère, avec du faste. On me présenta un jeune homme arrivé de Rome où il avait gagné des prix. Il se plaignit de quelque injustice qui lui enlevait l'avantage de faire connaître son talent dans l'église Saint-Sauveur. Il me fit solliciter avec beaucoup d'instance et me demanda plusieurs fois de lui accorder ma confiance, m'assurant qu'il me bâtirait, avec plus grande économie qu'aucun constructeur ne l'avait fait, une maison noble et simple. »
Cet hôtel, qui fut extrêmement célèbre, fut élevé en 1788-1790 à proximité de la Bastille et, dit-on, avec des pierres provenant de la démolition de cette forteresse. L'architecte avait tiré profit d'une parcelle irrégulière d'environ 7 500 m², à l'angle du boulevard Saint-Antoine et de la rue Amelot, en combinant savamment des formes circulaires et en jouant d'effets de transparence similaires à ceux que Charles De Wailly avait mis en œuvre dans les années 1760 au château de Montmusard, et qu'il développa dans son projet pour Catherine II de Russie. La cour circulaire, entourée d'arcades, était ornée en son centre d'une copie en plomb du Gladiateur Borghèse, que Napoléon Ier n'avait pas encore ramené en France, et l'hôtel y donnait par une façade en exèdre qui lui faisait comme une niche, semblable à celle du Belvédère.

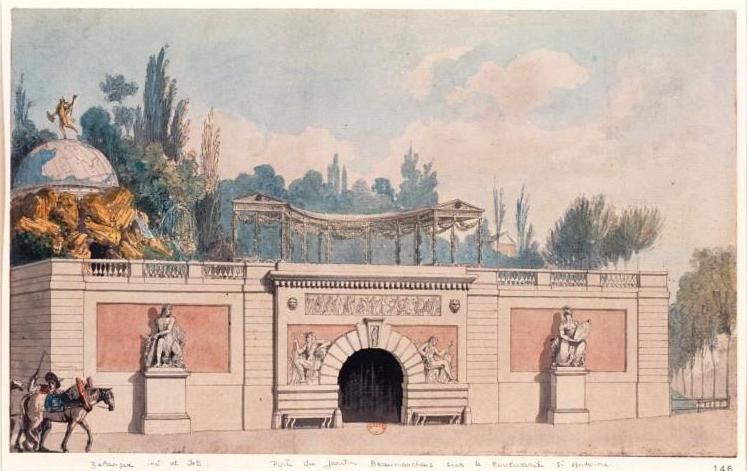
La porte du jardin Beaumarchais sur le boulevard Saint-Antoine.Aquarelle de François-Joseph Bélanger. Paris, Bibliothèque nationale de France, fonds Destailleur.

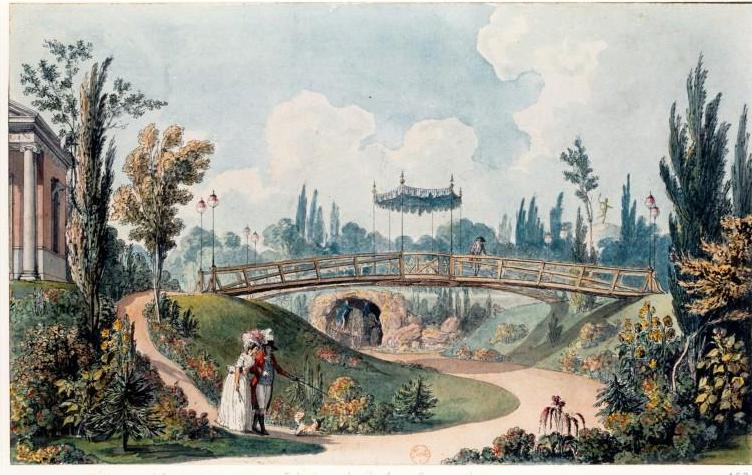
Le jardin de l'hôtel Beaumarchais. Aquarelle de François-Joseph Bélanger. Paris, Bibliothèque nationale de France, fonds Destailleur.

La combinaison de pièces régulières à l'intérieur d'un périmètre irrégulier ménageait une multitude de réduits où Beaumarchais put se cacher lorsque son domicile fut perquisitionné par les sans-culottes. La maison comprenait, selon l'annonce publiée lors de sa mise en vente après décès, « de vastes appartements et dépendances, antichambre, salons d'hiver et d'été, et notamment le magnifique salon, peint par Robert, chambres à coucher, lieux à l'anglaise, deux arrière-cabinets, boudoirs ornés de glaces et de peintures, salle de billard, bibliothèque, caisse et bureaux, cuisine, office, écurie pour douze chevaux, remises. [...] Les appartements sont ornés de glaces de grands volumes, de bronzes, marbres rares, et de peintures précieuses, de sculptures faites par de bons maîtres, menuiseries en bois d'acajou et autres aussi recherchés. L'escalier qui conduit aux appartements est unique en son genre, la rampe est en cuivre ; au-dessous de l'escalier est un poêle fixe. Sept petits appartements fraîchement et joliment décorés. Les différents appartements et corridors sont chauffés par des poêles et bouches de chaleur. »
Le jardin était séparé de la cour par une grille. On pouvait également y accéder de plain-pied par les appartements du premier étage. Beaumarchais y avait prévu qu'un certain bosquet serait pour son tombeau. Il contenait « environ deux arpents, planté à l'anglaise, en arbres rares, décoré de statues, de temples, grottes, rochers, ponts, serres, glacière avec bassins, souterrain ayant sortie sur la rue du Pas-de-la-Mulle (sic). »
À côté de cette résidence de prestige, Beaumarchais s'était fait aménager un important atelier de fonte de caractères, un immeuble de rapport « ayant entrée de porte cochère par la rue Amelot, cour, écuries, remises, sept appartements complets et deux petits appartements », « huit boutiques, arrière-boutiques et entre-sol, ayant leurs ouvertures sur la rue Saint-Antoine, entre celle Amelot et le boulevard » et « une location particulière sur le boulevard, entre la porte cochère de la première partie et la rue Saint-Antoine, consistant en un rez-de-chaussée et un entresol ».
Le célèbre dramaturge put s'installer dans son nouvel hôtel en 1791. Il y vécut jusqu'à sa mort en 1799. Il en était si fier qu'il s'en attribuait volontiers une part du mérite, voire la paternité pure et simple : « Bien que n'appartenant pas aux arts, écrivit-il, j'ai bâti une maison que l'on cite, inde irae. » Pour autant, l'édifice valut également la célébrité à l'architecte, qui se fit appeler un moment Lemoine-Beaumarchais pour se distinguer de ses homonymes.
Après la Terreur, Lemoine se fit entrepreneur et spéculateur. Il acheta comme biens nationaux le château de Mauperthuis et une partie du domaine de Louveciennes, deux chefs-d'œuvre de Claude Nicolas Ledoux. L'annonce de la vente après décès de l'hôtel Beaumarchais mentionne un « Lemoine, architecte, rue de Colbert, no 283 ».
Sous le Premier Empire, il travailla comme entrepreneur à la construction de l'église de la Madeleine, sur les plans de Pierre-Alexandre Vignon.

## Iconographie
Son portrait par Joseph Benoît Suvée a été offert, par Françoise de Lastic en 1992 en souvenir de son époux, au musée Carnavalet.

### Sources
- Michel Gallet, Les architectes parisiens du XVIIIe siècle, Paris, Éditions Mengès, 1995  (ISBN 2856203701)